# 都羅山站
都羅山站（：／ Dorasan yeok */?）是一個位於大韓民國京畿道坡州市長湍面盧上里，屬於京義線的鐵路車站，現為京義線與平釜線的終點。
2019年10月2日起，因非洲豬瘟疫情，和平列車停駛，本站列車服務無限期中止。

## 概述
2003年11月20日，統一部在本站設立京義線鐵路南北出入事務所。出入事務所為在朝鮮開城工業區工作的國民提供出入境和海關行李檢查，完成檢查後方可繼續乘搭列車北上前往開城或平壤，或南下前往首爾市區。但因為京義線尚未為他們提供跨境客運列車服務，他們要在距離本站東北方不遠處的京義線高速公路南北出入事務所，乘搭特別跨境巴士出入邊境。
現時韓國邊境只有四個指定的出入境事務所，設於東海豬津和都羅山，鐵路和公路各兩個且大致平行，以便鐵路和公路其中一方封閉時能作出調動安排。
與其他機場和港口出入境檢查站不同的是，由於此四個出入境事務所是唯一陸路出入境檢查站且與朝鮮接壤，因此並非由法務部管理，而是由統一部負責。
在車站名表示板上，分別以諺文及漢字寫上“平壤→205km”及“首爾→56km”。南北間的鐵路運輸在韓戰後終止，直到2007年12月11日才恢復貨運。但在前任總統盧武鉉在位時，兩韓曾計劃把從都羅山站到板門站的16公里鐵路再往北延伸至臨津江。

## 車站結構
3面5線月台的地面車站。現在因南北韓的分斷關係，只使用1面1線的月台。

### 月台配置
| ↑ 临津江           |
| \| ２３ \| ４５ \| |
| 起終點站           |

| 月台 | 路線   | 目的地                               |
| ---- | ------ | ------------------------------------ |
| 1    | 京義線 | 临津江、文山、首爾方向               |
| 2－3 | 京義線 | 临津江、文山、首爾方向（現無轉轍器） |
| 4－5 | 平釜線 | 开城、平壤方向（現無轉轍器）         |

## 歷史
- 2002年4月11日 - 本站開業。
- 2003年11月20日 - 統一部在本站設立京義線鐵路南北出入事務所。
- 2007年5月17日 - 南北鐵道連結區間列車試運轉。
- 2007年6月1日 - 新村號運行開始。
- 2007年12月11日 - 本站與朝鮮方面的板門站間開始定期貨物列車運輸，以便把原材料運往開城工業區及把裝成品運回南韓，每週開一班車[1]。
- 2008年11月28日 - 由於南北關係惡化，終止定期貨物列車運輸。
- 2008年12月1日 - 因朝鲜「12・1」措施，跨越三八線的貨物列車正式停止運行。
- 2009年7月1日 - 由於首都圈電鐵京義線首爾–汶山間開通，新村號停駛，改由通勤列車行駛。
- 2009年8月25日 -朝鲜取消「12・1」措施，跨越三八線的貨物列車恢復運行。
- 2013年4月3日 - 朝鲜宣佈不准南韓人員、車輛及貨運列車進入開城工業區，三八線的貨物列車不能進入開城工業區，只能返回本站。
- 2013年4月10日 - 因北韓單方面宣佈暫時關閉開城工業區，跨越三八線的貨物列車再次停止運行。
- 2014年5月1日 - 通勤列車停駛。
- 2014年5月4日 - 和平列車（DMZ Train）運行開始（與新村號頭等室等級相當）。
- 2019年10月2日 - 和平列車暫停服務[2]。

## 圖集

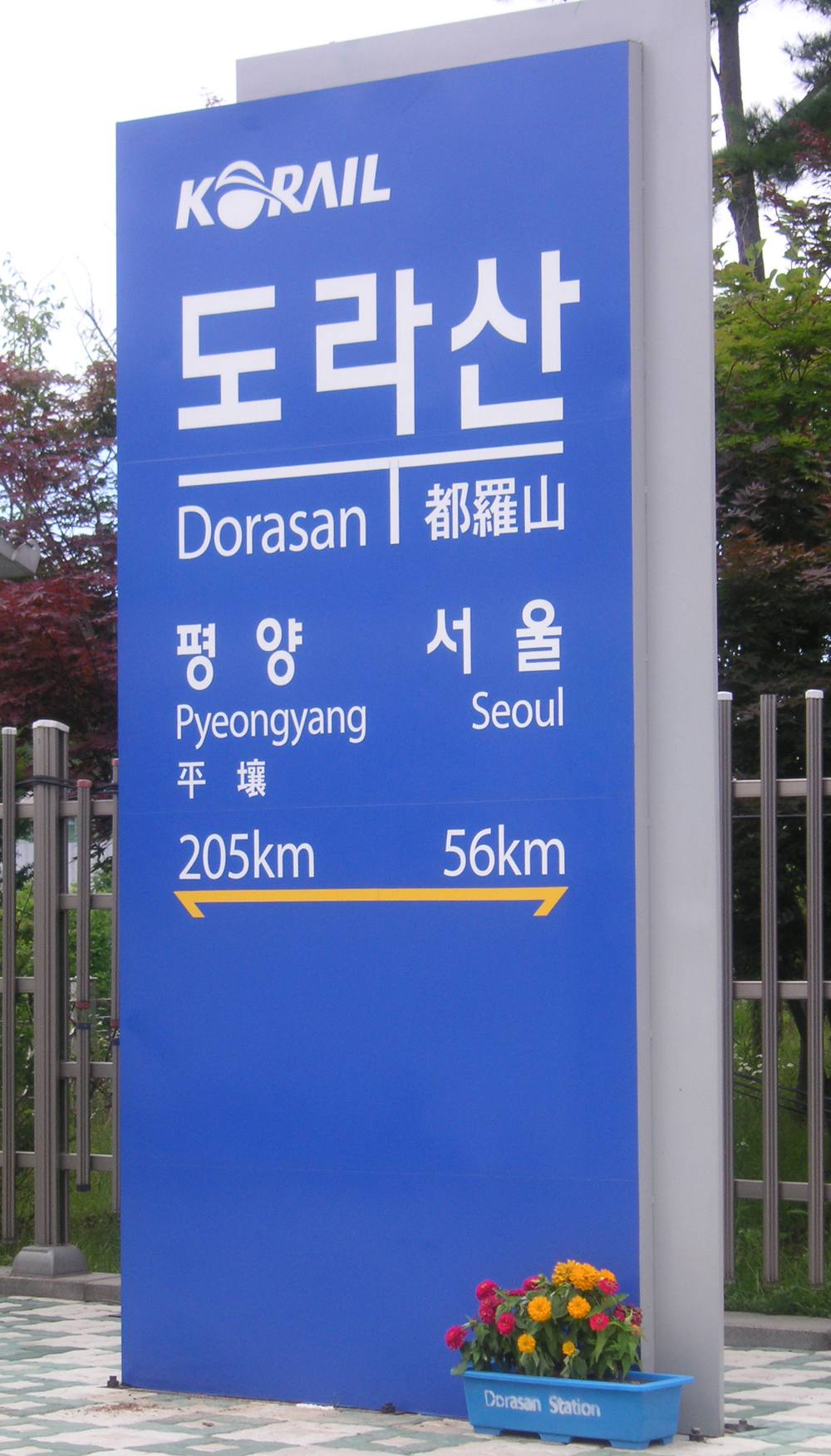
都羅山驛的站名牌
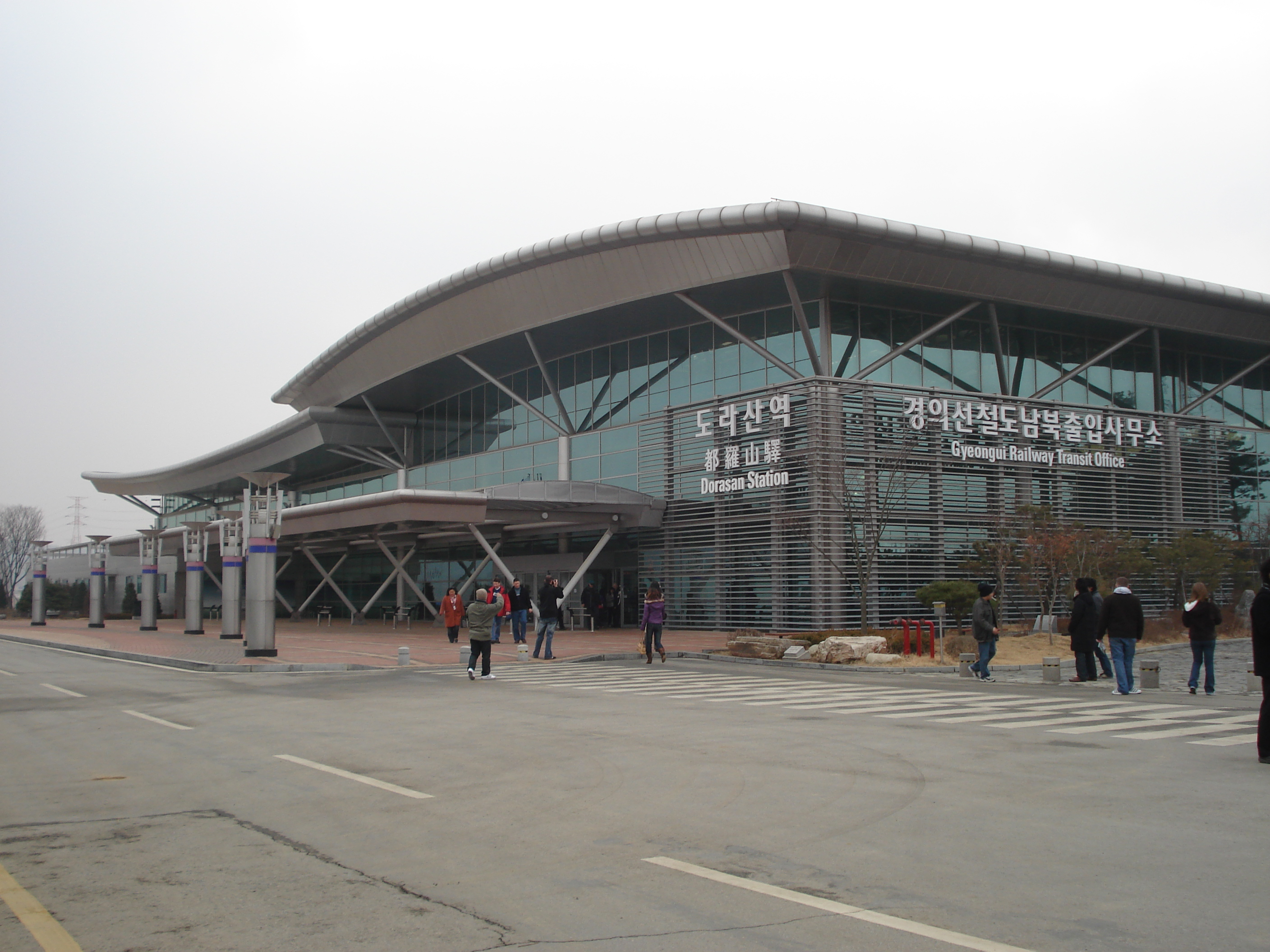
自停車場所見車站
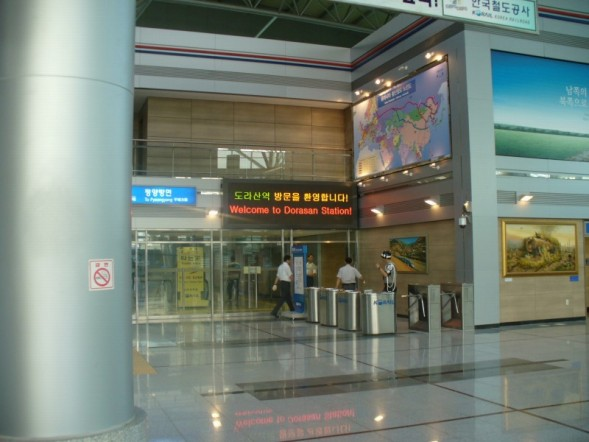
車站入閘口
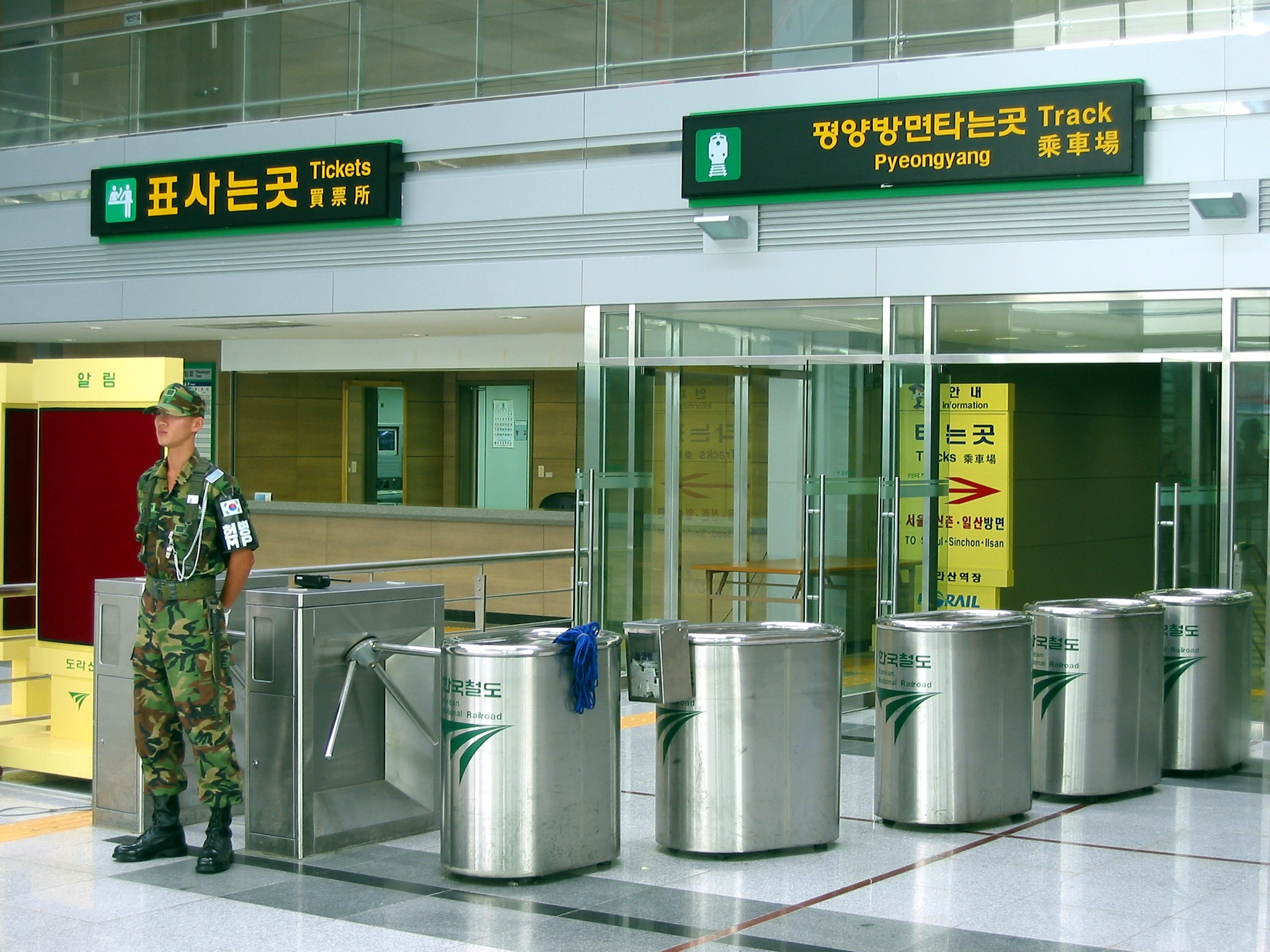
車站入閘口
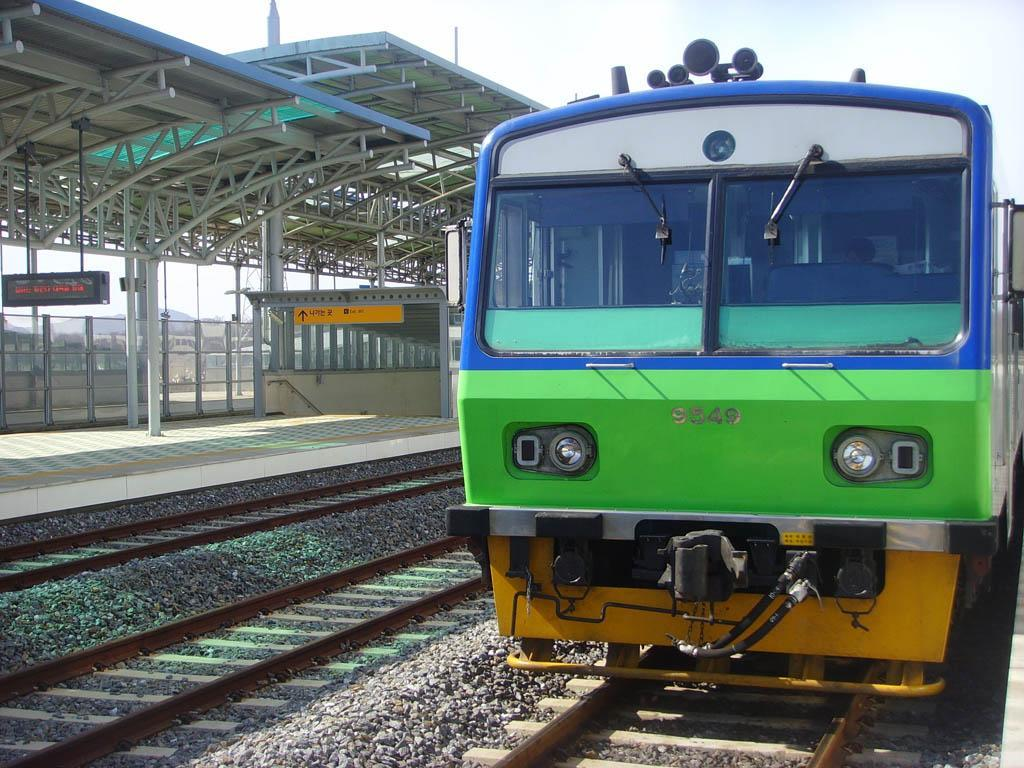
停靠中的统一号列车
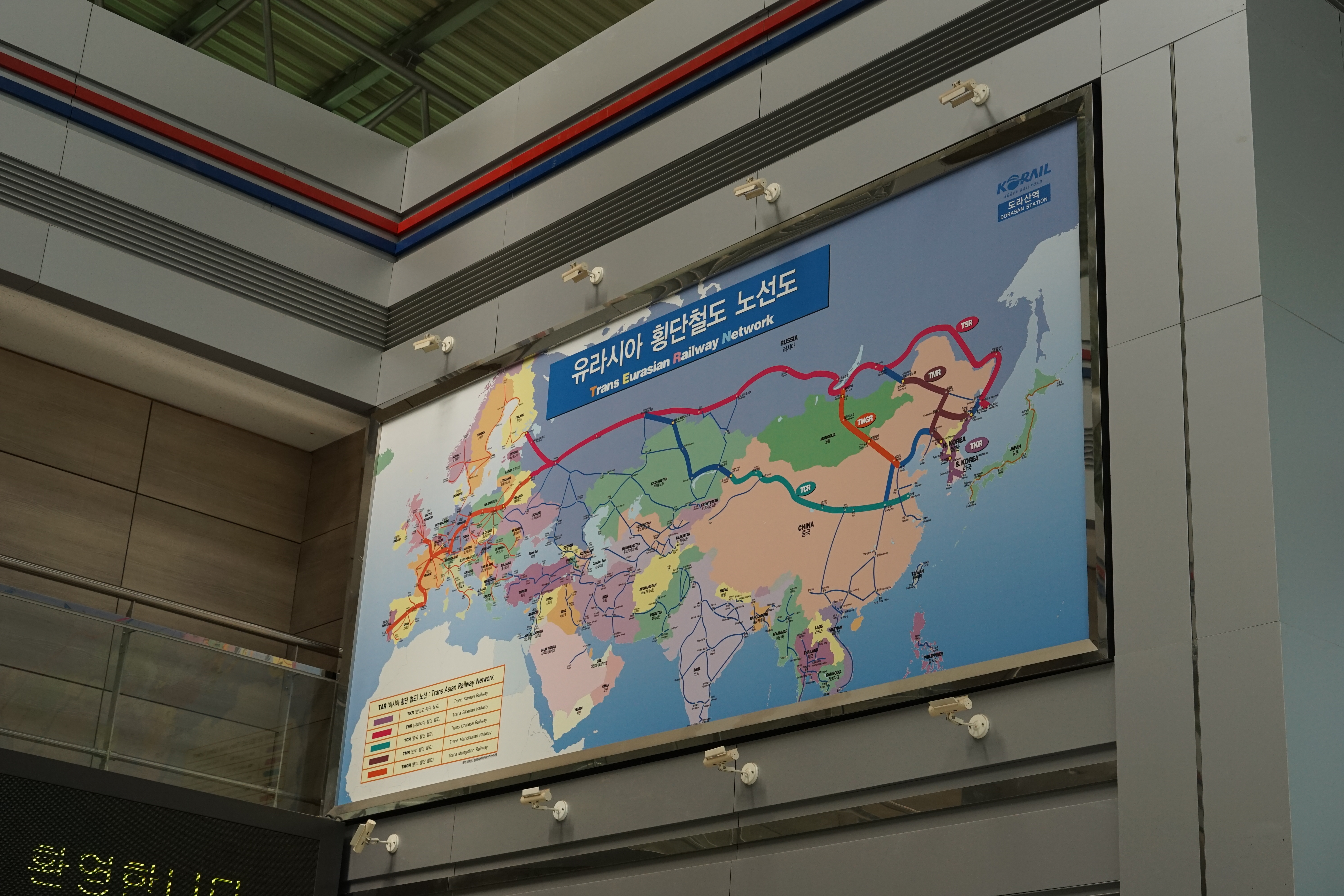

## 相鄰車站
韓國鐵道公社
京義線
DMZ-train
临津江－都羅山

### 因政治而不能通行
朝鮮民主主義人民共和國鐵道廳
平釜線
板門－都羅山